# Ferdinand 7. af Spanien
Ferdinand 7. (Fernando Maria Francisco de Paula Domingo Vicente Ferrer Antonio José) (født 14. oktober 1784, død 29. september 1833) var konge af Spanien og de spanske besiddelser i Amerika fra marts til maj 1808 og igen fra 1813 til sin død i 1833. Som ældste søn af Karl IV og hans kone Maria Luisa af Parma blev han født i det store slot El Escorial nær Madrid. Efter Ferdinands død opstod der strid omkring arvefølgen. Stridighederne mundede ud i Carlistkrigene.